# Conférence internationale des partis et organisations marxistes-léninistes (correspondance de presse internationale)
Ne doit pas être confondu avec Conférence internationale des partis et organisations marxistes-léninistes (Unité et lutte).

Conférence internationale des partis et organisations marxistes-léninistes

La Conférence internationale des partis et organisations marxistes-léninistes (ICMLPO) est un groupement de partis et d'organisations se réclamant du courant du marxisme-léninisme et de la pensée maoïste. Il est organisé par un groupe commun de coordination et organise tous les deux ou trois ans des rencontres entre ses membres. 
L'organisation utilise les noms de « Conférence internationale des partis et organisations marxistes-léninistes (correspondance de presse internationale) » ou de « Conférence internationale des partis et organisations marxistes-léninistes (correspondance de presse internationale) (maoïste) », afin de se distinguer d'une organisation quasi-homonyme, la Conférence internationale des partis et organisations marxistes-léninistes (Unité et lutte), qui se situe sur une ligne marxiste-léniniste hoxhaïste et constitue l'ancien courant « pro-albanais ».
En France, l'Organisation communiste marxiste-léniniste – Voie prolétarienne participe à cette conférence.